# Gaviiforme
Gaviiformele (Gaviiformes) (denumite și Colymbiformes) sau cufundarii, cufundacii, fundacii este un ordin de păsări acvatice mari cu degete palmate, cele trei degete anterioare fiind unite printr-o pieliță înotătoare. Au trunchiul ovoid alungit, turtit dorsoventral. Coada este foarte scurtă. Capul este alungit și comprimat lateral. Ciocul drept, masiv, comprimat lateral, cu apexul ascuțit. Picioarele sunt scurte așezate mult îndărătul corpului. Coapsele sunt încarnate în corp, libere fiind numai tarsurile comprimate lateral, cu marginea anterioară ascuțită, adaptare perfectă la viața acvatică. 
Penajul este des, aspru, strâns lipit de corp și unsuros. Pe spate au o culoare neagră și cenușie, cu pete albe, iar pe piept și abdomen o culoare albă. Puful este bogat, repartizat uniform pe pterii și apterii. Capul este acoperit în întregime cu tectrice. Rectricele sunt mici și scurte, cufundarii fiind slabi zburători. Dimorfismul sezonier foarte pronunțat, cel sexual aproape lipsește.
Își petrec viața aproape tot timpul pe apă. Cufundarii înoată și se scufundă excelent, fiind strict acvatici. Pe uscat se deplasează foarte anevoios și numai prin târâre. Pe pământ, în afara perioadei de reproducere, ies foarte rar.
Se hrănesc mai ales cu pești, în cantitate mică și alte animale acvatice. 
Sunt păsări monogame. Cuiburile sunt făcute de obicei pe pământ, în imediata apropiere a apei, mai rar plutitoare. Ponta constă din două ouă; mai rar trei sau unul. Ouăle au o culoare închisă, pătate. Puii sunt nidifugi; haina lor de puf este de culoare uniformă. 
Ordinul cuprinde o singură familie (Gaviidae), cu numai 5 specii, răspândite în ținuturile reci ale emisferei nordice. Arealul este tipic circumpolar (Europa, Asia, America). Trăiesc în lacuri din tundră, zone forestiere și pe alocuri pătrund în cele de stepă. În lacuri din zona alpină se urcă până la 2300 m (în Munții Altai). În timpul iernii migrează spre regiunile temperate, inclusiv în România.

## Sistematica

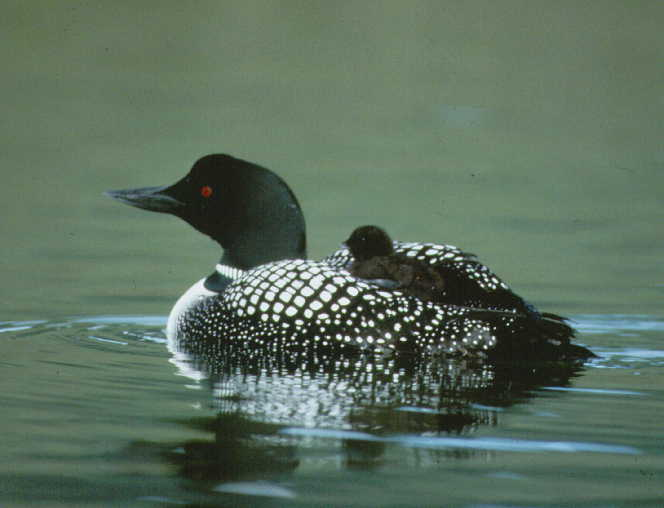
Gavia immer

Ordinul cuprinde o singură familie (Gaviidae) și un singur gen (Gavia) cu 5 specii:
- Gavia stellata = fundacul cu gușă roșie, cufundarul cu gușa roșie, cufundarul mic
- Gavia arctica = fundacul polar, cufundarul polar
- Gavia pacifica (în trecut  era inclusă în Gavia arctica) = cufundarul de Pacific
- Gavia immer = fundacul mare, cufundarul mare
- Gavia adamsii = fundacul cu cioc alb, cufundarul cu cioc alb

Cele patru specii evidențiate se întâlnesc în România.